# رافائل کوشیا
رافائل کوشیا (انگلیسی: Raffaele Coscia؛ زادهٔ ۲۵ مارس ۱۹۸۳) بازیکن فوتبال اهل ایتالیا است.
از باشگاه‌هایی که در آن بازی کرده‌است، می‌توان به باشگاه فوتبال فوجا و باشگاه فوتبال آ.اس. رم اشاره کرد.